# 王慶忠
王慶忠（1856年—1925年），嘉慶年間祖父遷臺，泉州籍，清台北大龍峒人。大正十二年（1923年）榮獲勳六等瑞寶章。
乙未年間日軍進入臺灣時幫忙處理綏靖事宜，被提拔成保良總局董事，明治三十四年（1901年）被台灣總督府授予紳章，同年升為臺北縣參事，負責提供諮詢。他精通時務，熟悉地方歷史、疆域戶口、賦稅等，將清代舊制做為作為治理的建議，受到上下級的信賴。
曾任保良總局董事、臺北縣參事、保甲總局評議員、臺北仁濟院評議員、高等土地調查委員大龍峒公學校學務委員、臺北辦務署第三區街庄長、大龍峒保甲局長、赤十社商議特別囑託員、武德會委員、地方稅委員、臺灣舊慣調查會事務囑託、臺北縣參事、大龍峒街豫防組合長、高等林野調查委員、帝國在鄉軍人會特別委員、農會評議員、臺灣勤業共進會評議員、東洋協會臺灣支部評議員、臺北州協議會員、臺北市學務委員、臺北市土木委員、總督府史料編篡委員會顧問、大龍峒同風會長等。